# Enicospilus meniscus
Enicospilus meniscus là một loài tò vò trong họ Ichneumonidae.